# سسنا سایتیشن سوورن
سسنا سایتیشن سوورن (به انگلیسی: Cessna Citation Sovereign) یک هواگرد ساختِ کارخانهٔ سسنا در کشور ایالات متحده آمریکا است . این هواگرد برای نخستین بار در ۱ فوریه ۲۰۰۲ میلادی مورد استفاده قرار گرفت.